# Список спікерів Палати громад парламенту Ірландії

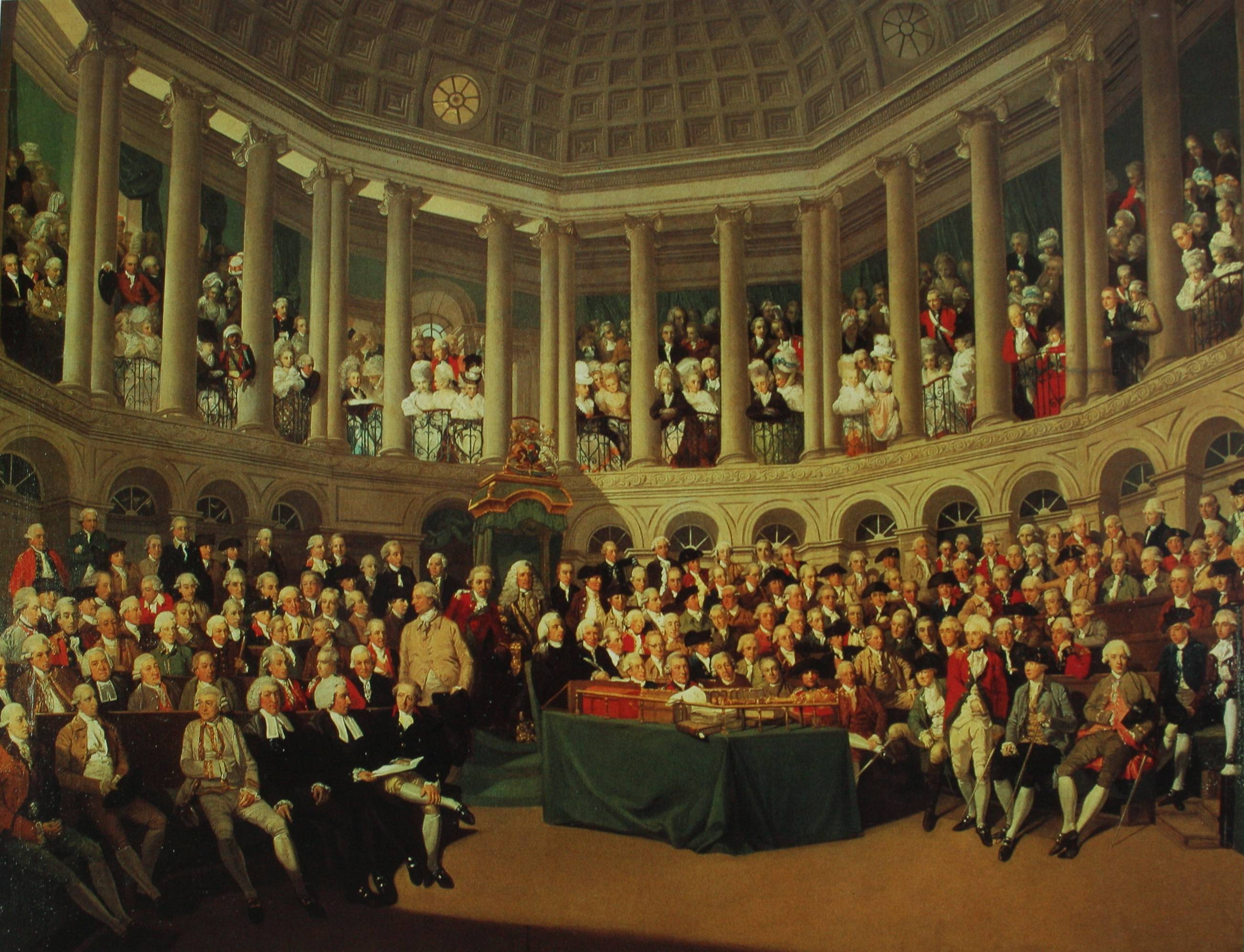
Засідання Палати громад парламенту Ірландії. Картина худ. Френсіса Вітлі. 1780 рік.

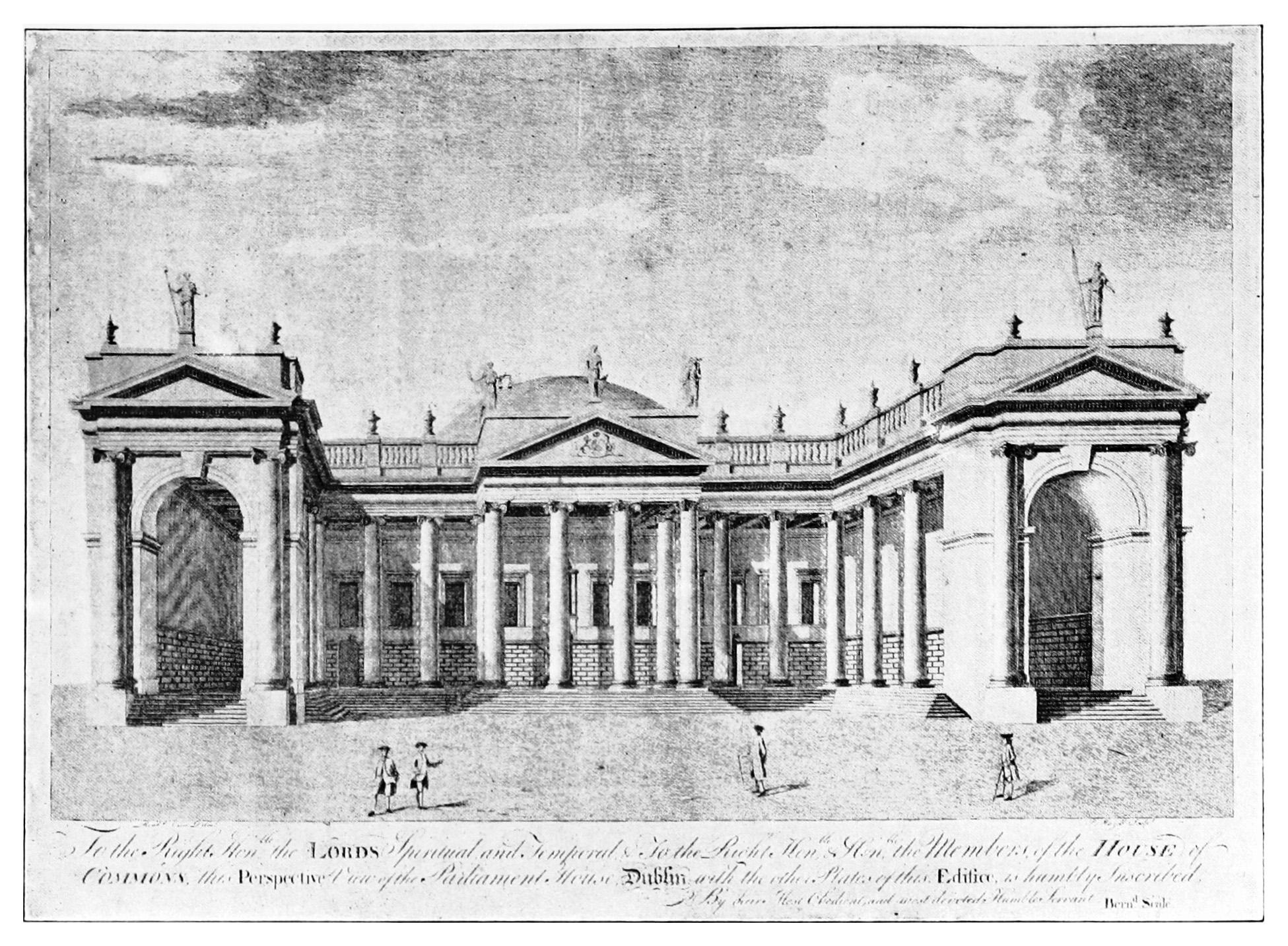
Малюнок передньої частини будинку парламенту Ірландії з куполом, вигляд з вулиці у XVIII столітті.

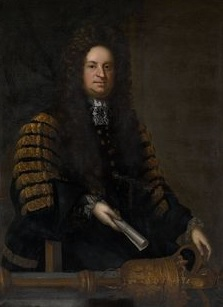
Роберт Рочфорт – спікер палати громад у 1695 – 1703 роках.

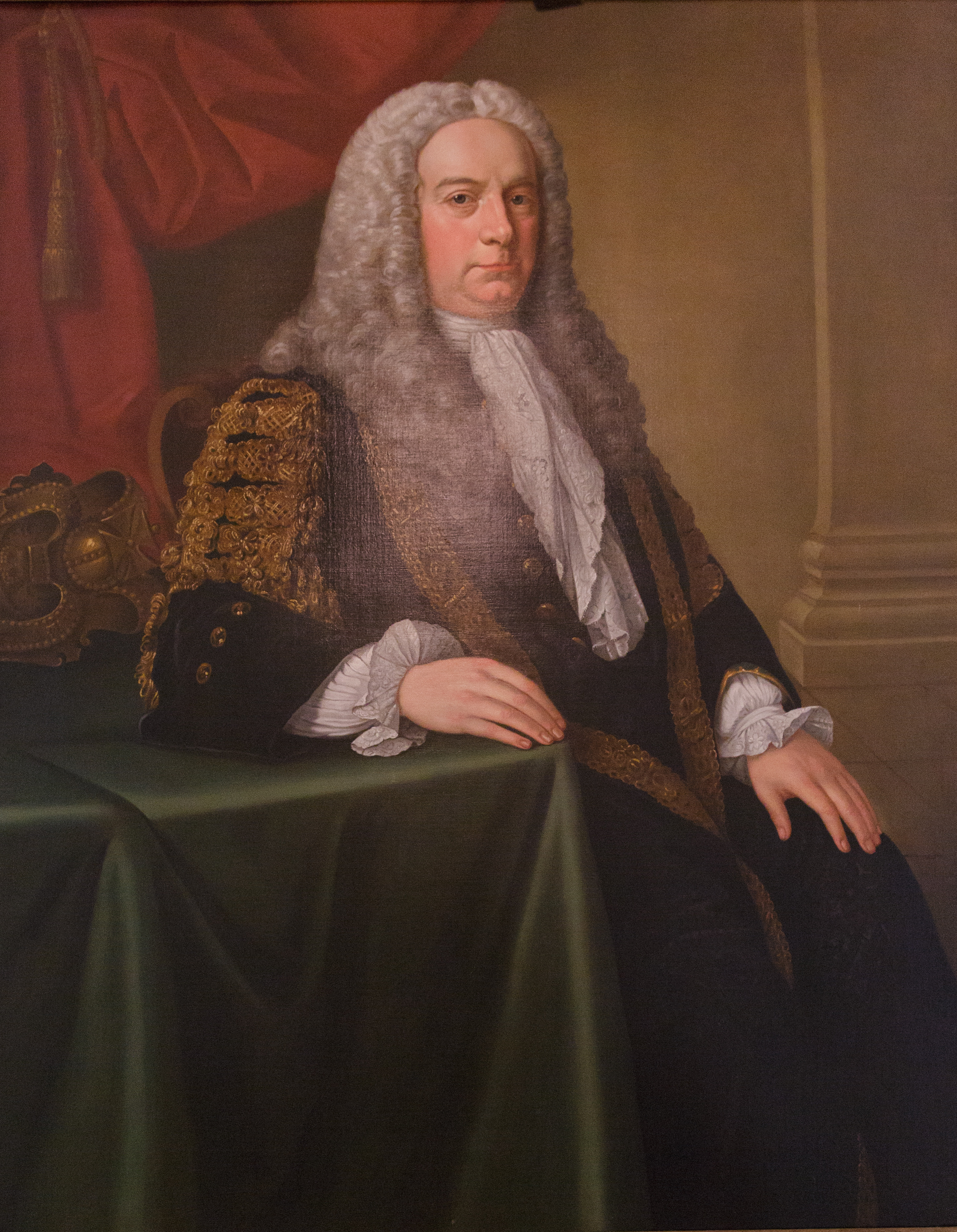
Генрі Бойл – спікер Палати громад у 1733 - 1756.

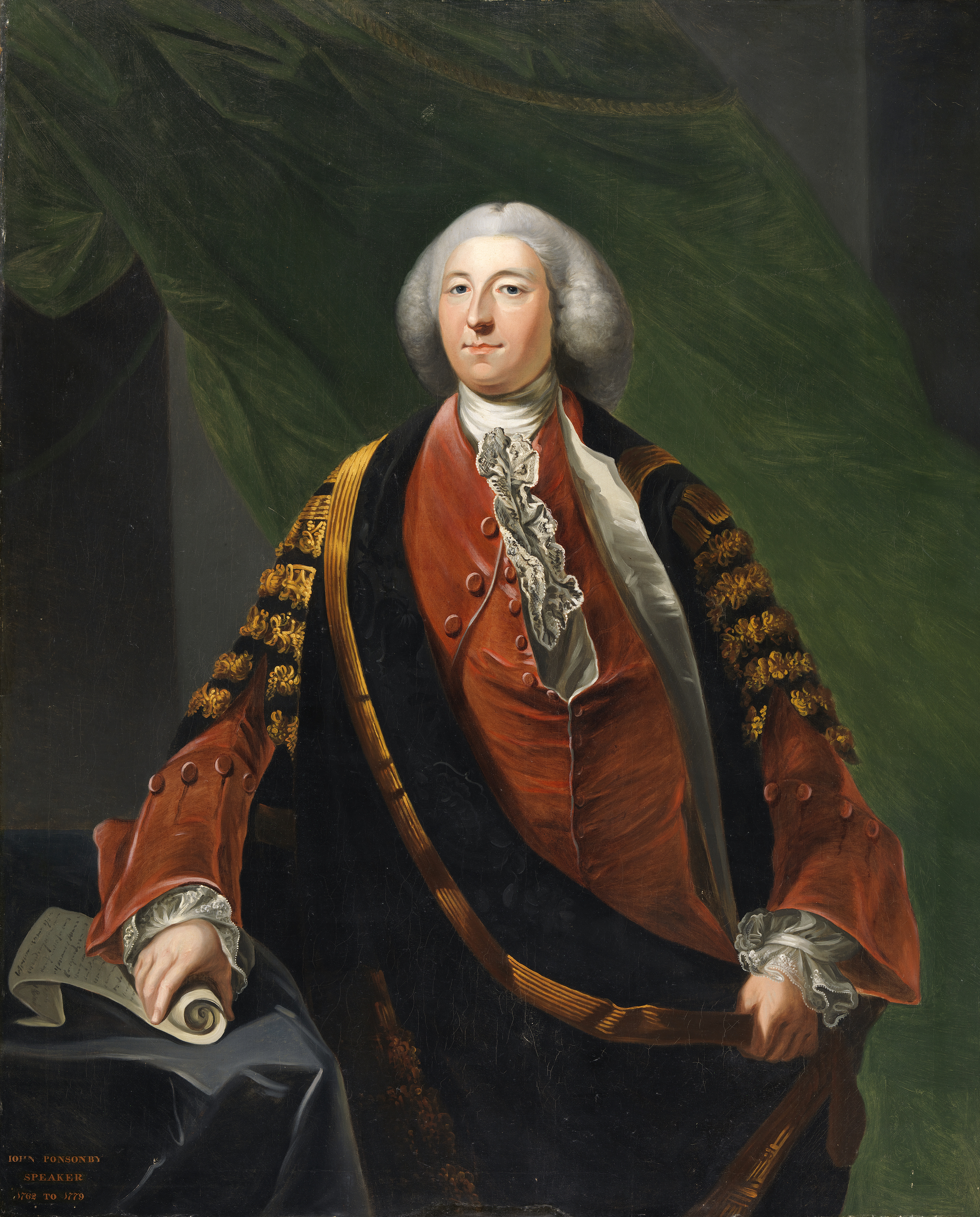
Джон Понсонбі – спікер Палати громад у 1756 – 1771 роках.

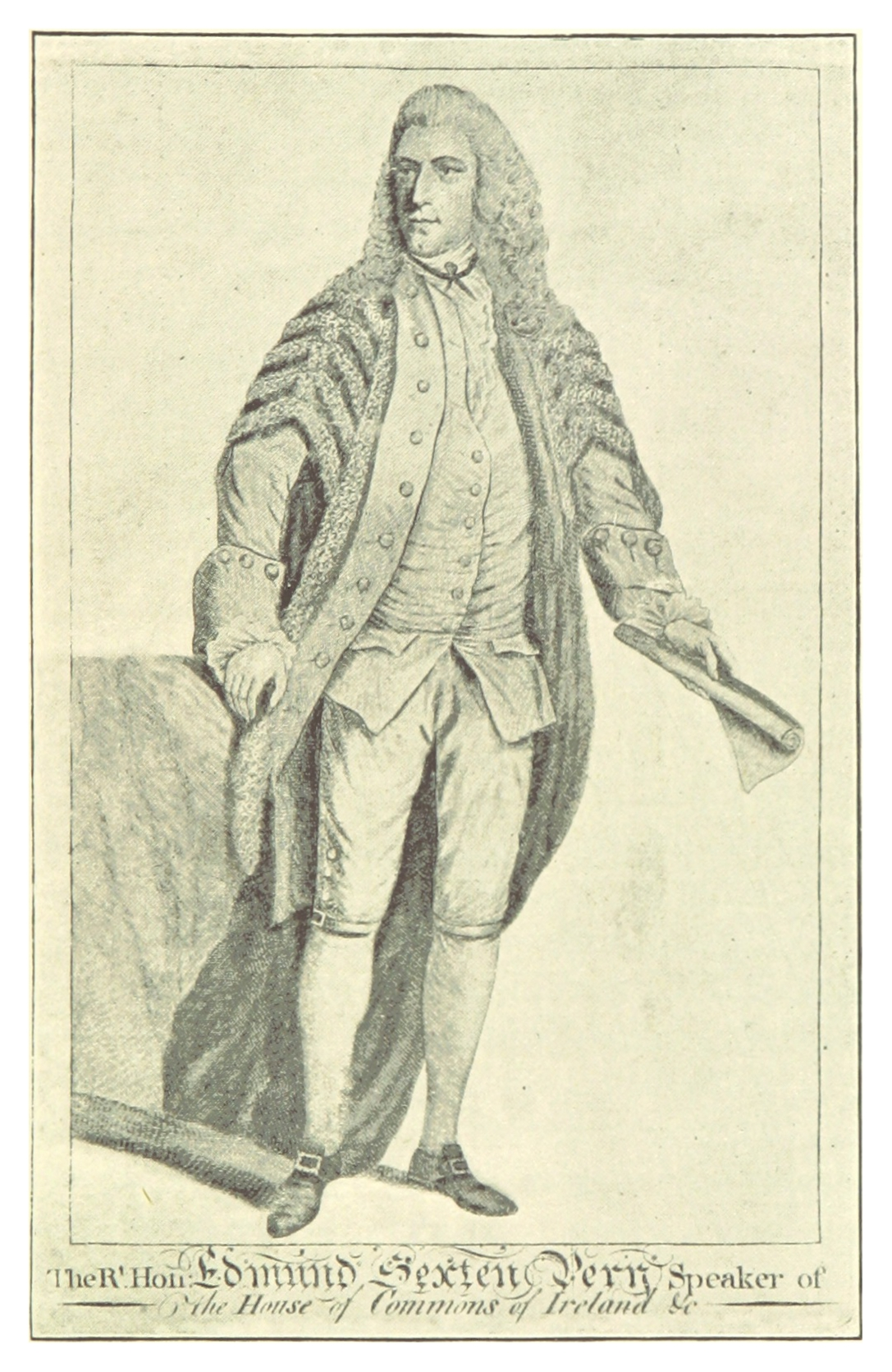
Едмунд Пері – спікер Палати громад у 1771 – 1785 роках.

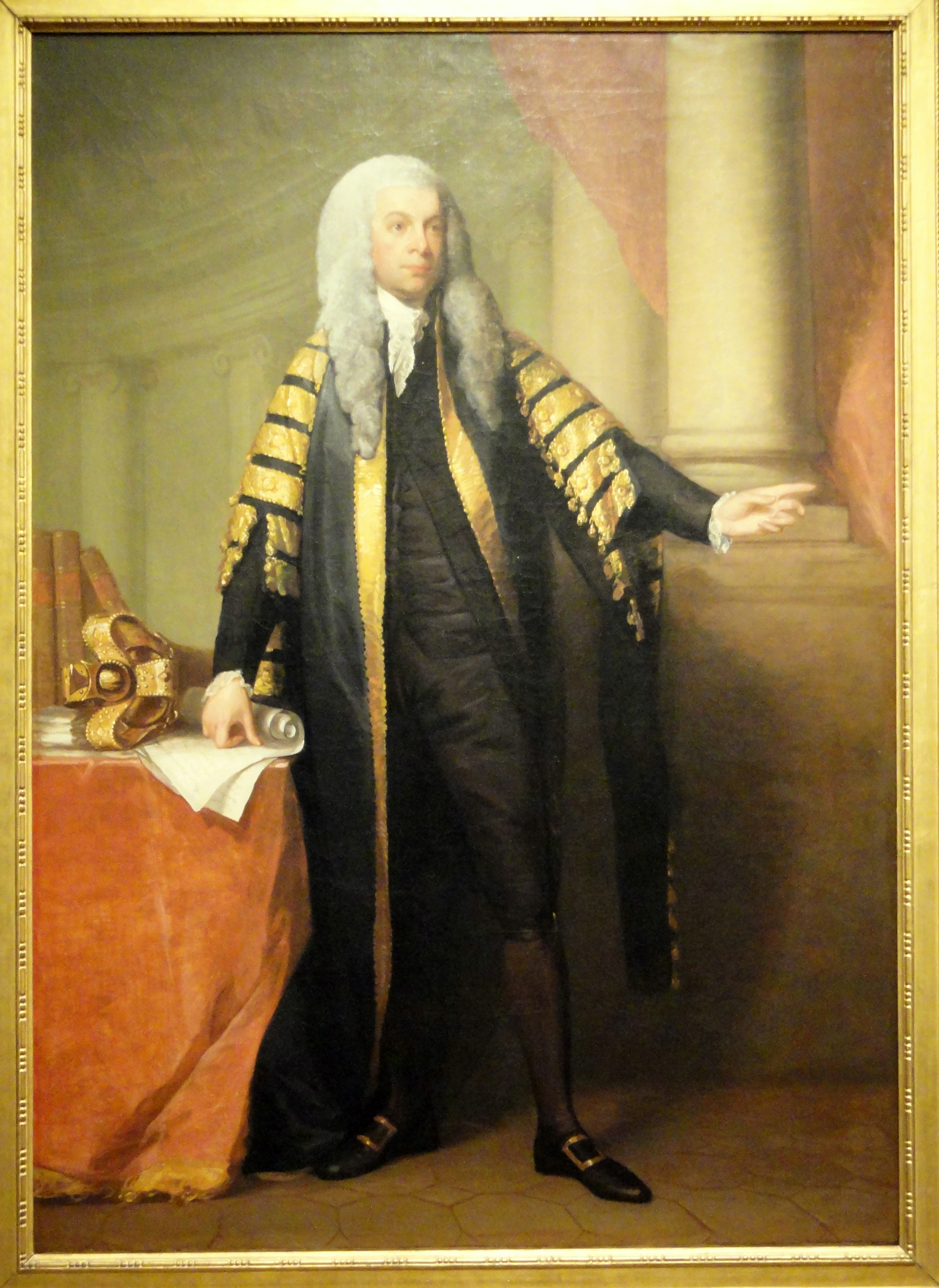
Джон Фостер – спікер Палати громад у 1785 – 1800 роках.

Спікер Палати громад парламенту Ірландії (англ. – The Speaker of the Irish House of Commons) – голова Палати громад парламенту королівства Ірландія та лордства Ірландія в 1297 – 1800 роках до її розформування в 1800 році. За відсутністю уряду, що обирався з Палати громад і відповідав перед нею, спікер Палати громад був домінуючою політичною фігурою в Ірландії. На відміну від сучасної британської та ірландської парламентської практики, від спікера Палати громад не очікували політичної неупередженості, кілька спікерів Палати громад обіймали державні посади, були призначені урядом або короною і водночас головували в Палаті громад. Незважаючи на це, ведення справ Палати громад контролювалися спікерами неупереджено та чесно – всіма особами, що обіймали цю посаду протягом більше ніж 600 років історії парламенту Ірландії. Ця посада мала значний вплив та престиж в Ірландії, власник цієї посади вважався першим джентльменом Ірландії.
Спікери Палати громад обиралися в перший день сесії нового парламенту, якщо чинний спікер не подав у відставку. До правління королеви Англії, Шотландії та Ірландії Анни І вибори спікера Палати громад були безальтернативними. Але Палата громад все більше відображала гострі політичні суперечки та розбіжності між партіями вігів та торі. У 1713 році була висунута друга кандидатура Алана Бродріка. Вибори спікера Палати громад з кількох кандидатів відбувались в 1771, 1776, 1790 роках.
З 1771 року спікер Палати громад мав значний рівень незалежності від уряду лорд-лейтенанта Ірландії, хоча зі спікером завжди регулярно консультувалися щодо діяльності і справ виконавчої влади. 
Спікери Палати громад повинні були мати значні статки, щоб виконувати свої функції в Ірландії, спікер був зобов’язаний кілька разів на рік приймати всіх депутатів парламенту Ірландії. Спікер Палати громад мав вирішальний голос, коли Палата громад розділялася порівну щодо якогось питання. 
Посада спікера Палати громад парламенту Ірландії була скасована після прийняття Акту про Унію – об’єднання Ірландії та Великої Британії і створення спільного парламенту в 1800 році. Останнім спікером Палати громад парламенту Ірландії був Джон Фостер, що був затятим супротивником Унії, але парламенти Ірландії проголосував за Унію всупереч його волі.   

## Список спікерів Палати громад парламенту Ірландії
Вказано ім’я, роки володіння посадою, титул, дата обрання депутатом парламенту, виборча округа. 
- Джон Чевір (1450 - 1474) – місто Кілкенні.
- Томас К'юсак (1541 – 1543)
- Джеймс Стенігерст (1557 – 1568) – обраний в 1557 році, місто Дублін.
- Ніколас Велш (1585 – 1586) – місто Вотерфорд.
- Джон Девіс (1613 – 1615) – Фермана.
- Натаніель Кейтлін (1634 – 1635) – місто Дублін.
- Моріс Юстас (1640 – 1649) – Аті.
- Одлі Мервін (1661 – 1661) – Тірон.
- Джон Темпл (1661 – 1662) – Карлоу.
- Одлі Мервін (1662 – 1666) – Тірон.
- Сер Річард Негл (1689 – 1692) – Корк.
- Сер Річард Левіндж (1692 – 1695) – І баронет Левіндж, обраний 5 жовтня 1692 році, Блессінгтон.
- Роберт Рочфорт (1695 – 1703) – 27 серпня 1695, Вестміт.
- Алан Бродрік (1703 – 1710) – віконт Мідлтон, перший термін, 21 вересня 1703, Вестміт, подав у відставку після отримання посади головного лорд-судді Ірландії в 1710 році.
- Джон Форстер (1710 – 1713) – 19 травня 1710 року, місто Дублін.
- Алан Бродрік (1713 – 1714) – вдруге.
- Вільям Коноллі (1715 – 1729) – 12 листопада 1715 року, вдруге – 28 листопада 1727 року, Деррі, перший комісар податкової служби Ірландії, подав у відставку за станом здоров’я 13 жовтня, 1729 року.
- Сер Ральф Гор (1729 – 1733) – IV баронет Гор, 13 жовтня 1729 року, Клогер.
- Генрі Бойл (1733 – 1756) – граф Шеннон, 4 жовтня 1733 року, Корк, канцлер казначейська Ірліндії, подав у відставку, після підставки отримав титул пера Ірландії.
- Джон Понсонбі (1756 – 1771) – обирали спікером: 26 квітня 1756 року, 22 жовтня 1761 року, 17 жовтня 1769 року, Ньютаунардс, перший комісар податкової служби Ірландії, подав у відставку через політичний конфлікт з лордом Таунседом 4 березня 1771 року.
- Едмунд Пері ( 1771 – 1785) – віконт Пері, обирали спікером: 7 березня 1771 року, 18 червня 1776 року, 14 жовтня 1783 року, Лімерик, подав у відставку за станом здоров’я 5 вересня 1785 року.
- Джон Фостер (1785 – 1800) – барон Оріел, 5 вересня 1785, 2 липня 1790, 9 січня 1798, Лаут, останній спікер Палати громад парламенту Ірландії, посада скасована в зв’язку з Унією 1800 року.